# Unterstützungswaffe
Unterstützungswaffen sind Waffen, deren Zweck darin besteht, angreifenden Verbänden den Weg zu ebnen oder so man selbst angegriffen wird, Sperrfeuer zu schießen und dadurch die Erfolgsaussichten zu erhöhen bzw. die eigenen Verluste so gering wie möglich zu halten.

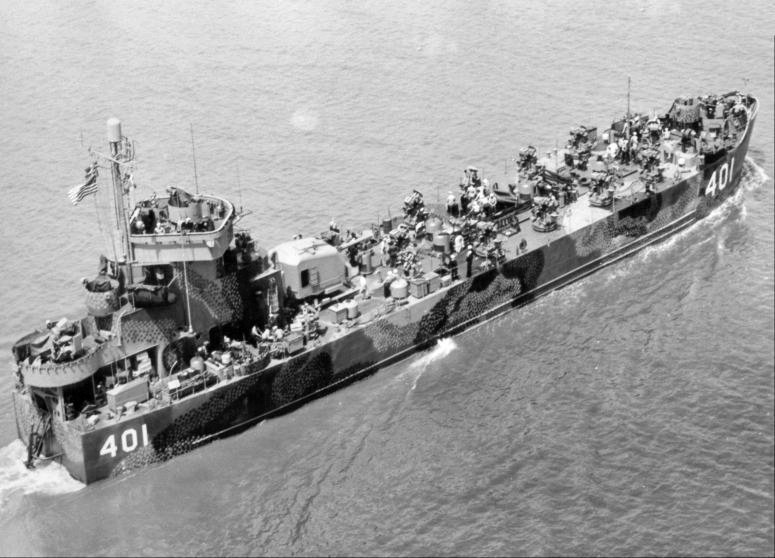
Artillerie-Landungsunterstützungsschiff der US.Navy

Im Allgemeinen wird diese Aufgabe jeglicher Art von Artillerie übertragen, wobei z. B. die Schiffsartillerie bei Küstenbeschießungen statt ihrer eigentlichen Bestimmung als spezifizierte Waffe zur Bekämpfung von Schiffszielen als Artillerieplattform eingesetzt wird. Hier gab es im Zweiten Weltkrieg auf alliierter Seite jedoch bereits reine Artillerieträger (umgebaute Landungsboote) deren einziger Zweck die Feuerunterstützung war.  Dazu zählten britische LCS (Landing Craft, Support) mit zwei installierten mittelschweren Kanonen, aber auch amerikanische LST (Landing Ship, Tank) mit Abschussgestellen für bis zu 5.000 Raketen vom Kaliber 5 cm.
Auch schwere Maschinengewehre und die Bordkanonen von Schützenpanzern, die bei einem Angriff zur Niederhaltung feindlicher Infanterie eingesetzt werden und so den eigenen Kräften Deckung geben erfüllen diese Aufgabe, ebenso wie die früher bei einem Angriff mitgeführte Flammenwerfer.
Wegen der flachen Flugbahn ihrer Granaten sind mittel- und großkalibrige Spezialgeschütze, wie Flugabwehr- und Panzerabwehrkanonen für diese Art von Einsätzen nicht oder nur bedingt geeignet.